# Miron Costin
Miron Costin (n. 30 martie 1633 – d. decembrie 1691) a fost un boier, diplomat, dregător și important cronicar moldovean.

## Biografie
Miron Costin s-a născut în anul 1633, ca fiu al lui Iancu Costin (cf. Vita Constantini Cantemyrii ar fi avut origini sârbești) și al Saftei, fiica lui Ionașco Coarteș. Iancu Costin a fost postelnic al doilea sub Radu Mihnea și hatman  sub domnitorii Alexandru Iliaș și Moise Movilă; totodată a fost un apropiat al domnului Miron Barnovschi, care era rudă cu soția sa. Îl însoțise pe voievod la Țarigrad, unde acesta fu ucis în 1633, din cauza pârelor vornicului Vasile Lupu. Iancu Costin a fost eliberat din închisoare ca să înmormânteze trupul decapitat și a fost ispravnic pentru averea lăsată de Barnovschi.
Deținea moșii în Polonia (în apropiere de Bar), unde a rămas din 1634 până la moartea sa în 1691. În acest an are loc o invazie în Crăie a turcilor, care îi târăsc în luptă și pe munteni și pe moldoveni. Hatmanul Costin, pentru a-i face pe turci să se retragă, vestește că oști cazace vin în ajutorul leșilor. Vicleșugul reușește, dar Abaza-pașa află adevărul și pune gând rău domnului și hatmanului. Moise Movilă vodă și Iancu Costin fug în Polonia împreună cu familiile.
Fostul hatman ia în arendă, în 1634, moșia Nowosilka Nowa, aproape de localitatea Bar din Polonia. În anul 1638, Dieta polonă acordă, la recomandarea regelui, indigenatul polon lui Iancu Costin - bărbat însemnat în Moldova și fiilor săi, pentru însemnatele servicii aduse Crăiei, între care la loc de cinste se situează evitarea cuceririi de către Abaza Pașa și a cetății Camenița. De altfel, boierul moldovean se arată destoinic și în treburi diplomatice, mediind între reprezentanții polonezi și cei al Țarigradului, așa cum făcea și un frate al său, care locuia în Muntenia, de unde se presupune că venise și familia Costineștilor. În anul 1647, tânărul Miron își începe studiile la colegiul iezuit de la Bar și le continuă la cetatea Camenița, remarcându-se atât prin inteligență, cât și prin noblețea trăsăturilor. Ca și Grigore Ureche, distinsul cărturar cunoaște profund valorile antichității, își însușește, pe lângă polonă și rusă, limbile latină și greacă. Iubește istoria, cunoaște retorică și poetică.
În 1650 moare Iancu Costin.
Miron Costin s-a căsătorit cu Ileana Movilă (1633-1691), nepoată a domnitorului Simion Movilă.
Ca nobil polon, în 1651, Miron este înrolat în armată, în oastea regelui Ioan Cazimir, și luptă împotriva cazacilor lui Bogdan Hmelnițki, răsculați contra polonilor, și a aliaților tătari ai acestora, la Beresteciko, lângă cetatea Camenița, unde se retrăseseră elevii colegiului de la Bar.
În 1653, către sfârșitul domniei lui Vasile Lupu, Miron și frații săi revin în Moldova. Își începe ucenicia de viitor demnitar pe lângă vistiernicul Iordache Cantacuzino, pe care îl va elogia în Letopisețul său, arătând: „Toma vornicul și Iordache visternicul, care capete de-abea de au avut cândva această țară sau de va mai avea”. Acum primește și prima misiune diplomatică, fiind trimis la starostele Cameniței să obțină ajutor împotriva lui Gheorghe Ștefan, care amenință tronul șubrezit al lui Vasile Lupu. Noul domnitor Gheorghe Ștefan îl numește sluger (boier care se ocupa de aprovizionarea cu carne a Curții și a oștii), 1658 și îl trimite în misiune diplomatică în Țara Românească, spre a negocia un pact antiotoman cu vodă Constantin Șerban Basarab. Urcă rapid scara ierarhică, devenind paharnic, apoi pârcălab de Hotin (1660-1664)  și participă în 1659 la campania împotriva lui Rakoczi în Transilvania.
În 1661, domnitorul Istratie Dabija îl trimite în solie la Ioan Cazimir, regele Poloniei. În 1663 trece cu oastea lui Dabija vodă prin Muntenia spre a lua parte la războiul turco-austriac și vede ruinele podului lui Traian.
I se acordă, 1664, titlul de mare comis, în 1667, Iliaș Alexandru vodă îl înalță la rangul de vornic al Țării de Sus, iar doi ani mai târziu, Gheorghe Duca vodă îl numește mare vornic al Țării de Jos, rang acordat și lui Grigore Ureche.
Este trimis, 1671, de domnul Ștefan Petriceicu în solie la hatmanul Ioan Sobieski (viitorul rege al Poloniei), cu care Costin avea strânse relații.
În 1672 este perioada în care compune poemul filosofic Viiața lumii. Are loc vestita întâlnire cu marele vizir Ahmed Köpröli care, după cucerirea Cameniței, îl întreabă pe marele vornic dacă moldovenilor „Pare-le lor bine că au luat împărăția cetății Camenița, au ba?” Patriotul Miron Costin răspunde lapidar, dar clar, cum consemnează Neculce: „Suntem noi moldovenii bucuroși să să lățască în toate părțile cât de mult, iar peste țara noastră nu ne pare bine să să lățască.” Îl convinge pe vizir să renunțe la intenția de a ierna oastea otomană în Moldova, „că-i țara săracă”. Începe traducerea scrierii Origines et occasus Transsylvanorum (Lyon, 1667) a lui Laurențiu Toppeltin de Mediaș.
În Psaltirea pre versuri tocmită (1673) a lui Dosoftei îi sunt tipărite versurile despre originea românilor și Apostroful.
Când Ioan al III-lea Sobieski este ales rege (1674), Dumitrașcu Cantacuzino, domnul Moldovei, îl face mare logofăt. Este trimis în misiune diplomatică la Constantinopol, apoi în Polonia. În vremea domniei lui Antonie Ruset-vodă, logofătul îl întâmpină pe Ioan Gninski, marele sol polon care îndeplinise misiuni diplomatice în Franța, în Danemarca și în Rusia, aflat în drum spre Poartă, pentru ratificarea păcii de la Zurawno. Cu acest prilej se pare că i-a înmânat Cronica Țărilor Moldovei și Munteniei (Cronica polonă), dedicată prietenului său Marcu Matezynski. Scrisă în polonă sub formă de epistolă, încearcă demonstrarea romanității poporului nostru și a latinității limbii, având drept scop, nemărturisit direct, să-i determine pe polonezi să ne ajute spre a ne elibera din jugul otoman. Oferă astfel creștinității, înaintea Descrierii Moldovei a lui Cantemir, posibilitatea să afle date despre istoria, geografia și organizarea politică a românilor.
Scrie „Letopisețul Țărâi Moldovei de la Aron Vodă încoace ...” (1675), mult mai analitic decât acela al lui Ureche, pe care îl continuă. Lucrarea se remarcă prin simțul de observație bine dezvoltat, preferința pentru anecdotă, gradarea intensității acțiunii, toate acestea contribuind la o varietate stilistică pregnantă.
Miron Costin îi cere, în 1680, lui Sobieski să se ridice la luptă împotriva turcilor. La izbucnirea războiului între creștini și turci, cu prilejul asediului Vienei din 1683, logofătul se află în tabăra otomană, dar se bucură de victoria lui Sobieski, văzând în aceasta începutul declinului Imperiului Otoman. La întoarcerea de la Viena, Duca vodă și boierii săi sunt luați prizonieri de leși, dar cărturarul se bucură de protecția regelui care îi pune la dispoziție unul dintre castelele sale de lângă orașul Stryi, unde Miron Costin rămâne aproape doi ani și desfășoară o activitate cărturărească. În 1684, boierii pribegiți în Polonia îi cer regelui Sobieski, printr-un memoriu redactat de diplomatul Costin să elibereze Moldova de sub turci și să le garanteze drepturi similare celor ale șleahticilor, limitând despotismul domnilor moldavi. Tot din acest an datează „Istoria în versuri polone despre Țara Moldovei și Munteniei (Poema polonă)”, amplă scriere având 750 de versuri pe care o dedică binefăcătorului său, regele Sobieski - Ioan al III-lea. Este o operă artistică, având drept model poemele poloneze ale vremii, și drept scop obținerea sprijinului în luptă împotriva turcilor. Dă explicații cu parfum de legendă stemelor, recurge la ficțiune, îmbină narațiunea cu descrierea - de o mare frumusețe - a minunatului pământ românesc, dintr-o perspectivă aeriană parcă, anticipându-l pe Nicolae Bălcescu, istoricul ce ne-a oferit fascinanta imagine a Ardealului. Fratele său Velicico, revenit mai devreme în Moldova, îi transmite, în 1685,  invitația domnului Constantin Cantemir de a se întoarce în țară. Știindu-l prieten cu polonezii, vodă îl numește staroste de Putna, cât mai departe de granița Crăiei. Este în foarte bune relații cu bătrânul oștean neștiutor de carte, ajuns conducător al țării prin voia boierilor.
În 1686 are loc o nouă luptă cu turcii a lui Sobieski, moldovenii aflându-se în tabăra otomană. Acum are loc confruntarea regelui Poloniei cu plăieșii de la cetatea Neamțu, descrisă de Negruzzi în schița sa istorică "Sobieski și românii". Din această perioadă datează capodopera sa, „De neamul moldovenilor”.
Relațiile cu influențabilul domn Constantin Cantemir se deteriorează. Marele cărturar cade victimă, în 1691, intrigilor celor care-l manevrau pe vodă și sfârșește sub securea călăului în apropiere de Roman, fără a se putea dezvinovăți. Evenimentul este relatat diferit în Vita Constantini Cantemyrii,  Dimitrie Cantemir luând apărarea părintelui său și acuzându-i pe Costinești de complot. Mai obiectivul Ion Neculce: "Dece Cantemir-vodă, cum au înțeles acel sfat, din Ilie Frige-vacă, a boierilor, au și răpedzit într-o noapte boierinași d-è lui și slujitori, să-i prindză pe toți pe aciie. Dece unii au scăpat în Țara Muntenească, iar pe carei i-au prinsu i-au adus la Ieși. Și pe Velicico vornicul, după ce l-au adus la Ieși, era zavistie mai mare despre Cupărești, împungându-să cu horba mai denainte vremi. Și avè și sâială de dânsul, căce era mai om decât toți. Atunce în grabă Cantemir-vodă: "De vreme că te-i grăbit de l-ai bătut, nu-l lăsa viu. Păzește de-l omoară, că d-è scapă viu, mâne, poimâne el ne omoară pe toți." Și el încă îndat-au ascultat și l-au scos noaptea de i-au tăiat capul denaintea porțâi. Pentru bineli ce-au dat știre Velicico lui Iordachi visternicul, de-au fugit când vrè să-l omoare Cantemir-vodă, acum i-au mulțămit și Iordachi visternicul într-acest chip, ca un grec. Și aflară c-ai omorât pe Velicico, triimite de prinde și pe frate-său, Miron logofătul, de-l omoară. Ori vinovat, ori nevinovat, să nu scapi, c-apoi încă a hi mai rău și de tine și de noi. Deci Cantemir-vodă nu ș-au socotitu viiața lui, că era trecut cu bătrânețeli, om de 70 de ai, de numai cât nu-i sosâsă ceasul și lui, ce s-au potrivit neprietinilor și nu ș-au cruțat sufletul. Ce ca un tiran au triimăs pe Macrei, vătavul de păhărnicei, cu slujitori din Roman de l-au luat de-acolo, de la casa lui de la Bărboși, de l-au dus păn-în Roman, și i-au tăiat capul. Și când l-au găsit Macrei acolo la Bărboși, atunce-i murisă și giupâneasa. Și nemic nu știè ceilalți boieri de sfat. Că el pornisă atunce pe un ficior a lui, pe Neculaiu, să iè fata Ducăi-vodă de Țarigrad și să gătasă și cu celalalt să iè fata lui Cantemir-vodă să s-încuscredze, și nici cu gândul nu gândiè că i-a vini o furtună ca acie. Dzisu-i-au slujitorii, cându l-au găsit la Bărboși, să fugă, că nu-i departe, în Neamțu, iar el n-au priimitu, știindu-să drept. Gândiè că l-or duce la leș și s-a îndrepta, iar după ce i-au vinit Macrei, și viind zapciu după zapciu să piară, nu l-au mai îngăduid ș-au pus de l-au tăiat în Roman. Și mult s-au rugat lui Macrei să-i ducă păn-în Ieși, iar Macrei, ca un om rău și de nemic, nu i-au fostu milă de sufletul stăpânu-său și s-au grăbit de l-au omorât. Că de l-ar hi dus în Ieși, poate s-ar hi îndreptat și n-ar hi perit. Că multe slugi să tâmplă la domni vrednice, de nu se grăbescu și ferescu pe stăpâni de păcat, și pe urmă cad la laudă și despre stăpân, și despre oameni, și despre Dumnedzău. Iar acesta, ca un varvar, nefiind de neam, n-au socotitu. Cantemir-vodă dup-aceea mult să căiè ce-au făcut și de multe ori plângè între toată boierimea și blăstăma pe cine l-au îndemnat de-au grăbit de i-au tăiat. Că, după ei, n-au trăit un an nice Cantemir-vodă ș-au murit."

## Opera

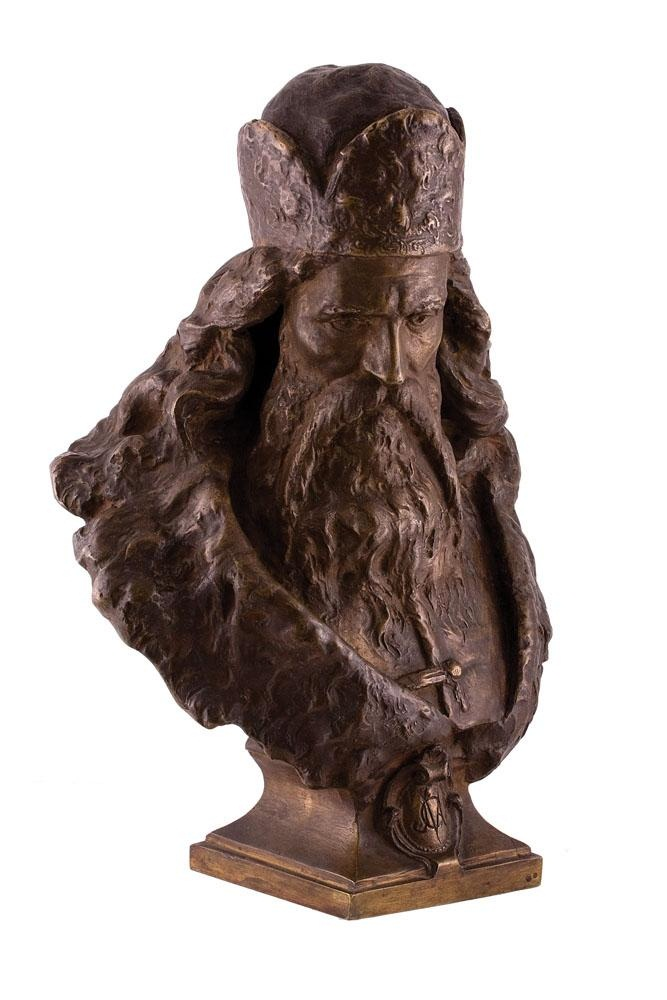
Sculptura de interior a lui Miron Costin de la Muzeul Național de Artă al României realizat de Wladimir Hegel

- Viața Lumii - este prima sa operă originală, un poem filozofic pe tema fortuna labilis, scris cam în aceeași perioadă cu psalmii lui Dosoftei. În Predoslovia voroavă la cititor prezintă scopul lucrării: de a arăta în românește ce este stihul. Opera pune în circulație mai multe motive: timpul trecător și ireversibil, viața ca vis, amintirea, soarta nedreaptă. Unele versuri au avut un ecou considerabil în literatura noastră veche, fiind amintite în aproape toate compunerile lirice ale vremii: „A lumii cînt cu jale cumplită viața/ Cu griji și primejdii cum este și ața/ Prea subțire și-n scurtă vreme trăitoare/ O lume vicleană, o lume-nșelătoare.” Finalul operei este moralizator: dacă viața lumii este o iluzie, singura consolare a omului este credința în Dumnezeu.
- Letopisețul Țării Moldovei de la Aron vodă încoace, de unde este părăsit de Ureche – vornicul - continuă cronica lui Ureche din 1594 până în 1661, anul morții lui Ștefăniță Lupu. La elaborarea Letopisețului, Miron Costin s-a folosit pe larg de o serie de lucrări ale istoricilor transilvăneni și polonezi: Laurențiu Toppeltin, „Despre originea și căderea transilvănenilor”, episcopul de Przemysl Paul Piasecki, autorul cronicii Chronika gestorum in Europa singularium, precum și scriitorii poloni Gvagnin-Paszkowski, Otwinowski și Twardowski (cf. N. Iorga, op. cit. p. 320). Opera are în ultima parte un caracter memorialistic. Tonul narațiunii este mai puțin senin, pentru că trăiește vremuri grele. Letopisețul s-a păstrat în 56 de copii manuscrise. N. Manolescu, în Istoria critică à literaturii române desprinde următoarele trăsături ale operei:

1. caracter mai modern decât al cronicii lui Ureche: explică fenomenele istorice din punct de vedere economic, politic și social;
2. folosirea frecventă a dialogului: opera e plină de conversații fermecătoare și de replici extraordinare. Vasile Lupu, informat despre trădarea unui boier, exclamă: „În zadaru această slujbă acum; să-mi hie spus acestea pînă era în Iași logofătul.”;
3. aplecarea spre culisele istoriei: comunică, atunci cînd știe, bîrfele și stratagemele diplomatice, anticipîndu-l pe Neculce prin portretele precise. Ștefan Tomșa al II-lea este un domnitor crud care ține pe lîngă el un călău „pierzător de oameni”, credulitatea lui Vasile Lupu apare în antiteză cu ipocrizia sfetnicului său Gheorghe Ștefan etc;
4. stilistica frazei: fraza este lungă și plină de cadențe, cu verbul la sfîrșit, după model latin.

- De neamul moldovenilor, din ce țară au ieșit strămoșii lor - lucrare neterminată, păstrată în 29 de copii manuscrise și publicată pentru prima dată de M. Kogălniceanu în 1852, are un caracter savant și o noblețe a ideilor care o va face cartea de căpătîi a Școlii Ardelene. Predoslovia enumeră scopurile lucrării: a) afirmarea etnogenezei pentru „lăcuitorii țării noastre, Moldovei și Țării Muntenești și românii din țările ungurești, care toți un neam și odată descălecați sîntu”; b) conștientizarea valorii documentului scris, care rămîne mărturie peste veacuri: „Lăsat-au puternicul Dumnezeu iscusită oglindă minții omenești, scrisoarea…”. Românii trebuie să-și cunoască istoria, „toate alte țări știindu începuturile sale”; c) dezmințirea ocărilor aduse de unii copiști ai cronicii lui Ureche, ca Simion Dascălul („om cu multă neștiință și minte puțină”) și Misail Călugărul, care afirmaseră că moldovenii sunt urmașii tîlharilor de la Roma exilați în Dacia; d) refacerea istoriei Moldovei de la primul descălecat, completînd astfel cronica lui Ureche; e) elogiul scriiturii și al lecturii: „… căci nu este alta și mai frumoasă și mai cu folos în toată viața omului zăbavă decît cetitul cărților”. Opera propriu-zisă este alcătuită din șapte capitole: I. Prezentarea geografică și etnografică à Italiei; II. Formarea Imperiului Roman; III. Înfățișarea Daciei; IV. Cucerirea și colonizarea Daciei de către Traian; V. Mărturii arheologice despre originea poporului român; VI. Mărturii filologice și etnografice; VII. Încercarea de a completa răstimpul dintre colonizarea Daciei și întemeierea Moldovei.

A mai scris și  două cronici în limba polonă:
- Cronica țărilor Moldovei și Munteniei
- Istoria în versuri polone despre Moldova și Țara Românească (Poema polonă), 1684.

## Posteritatea lui Miron Costin
Erudit, cunoscător de limbi străine și conștient de rolul culturii în evoluția statelor, Costin a trecut în eternitate lăsând posterității o operă valoroasă atât din perspectivă istorică, documentară, cât și din punct de vedere literar.
Activitatea dregătorului, a diplomatului ce se remarcă prin patriotism și ură împotriva asupritorilor nației sale, cunoașterea tuturor aspectelor politicii din vremea sa, experiența luptătorului s-au împletit cu preocupările cărturarului, ale istoricului devotat pământului strămoșesc și ale scriitorului deschizător de drumuri în literatura română.